# Eddie Guerrero
Eduardo Gory "Eddie" Guerrero Llanes (sinh ngày 9 tháng 10 năm 1967 - mất ngày 13 tháng 11 năm 2005) là một đô vật chuyên nghiệp người Mexico-Mỹ. Anh từng đấu vật và đã nổi tiếng ở WWE. Anh từng giành được nhiều chức vô địch thế giới.